# RUN TO THE FUTURE
〈RUN TO THE FUTURE〉(런 투 더 푸처, ラントゥー・ザ・フューチャー 란투 자 휴차[*])는 2010년 3월 10일에 에이벡스 트랙스에서 발매된 Dream5의 첫 미니음반이다.

## 개요
- Dream5의 첫 미니음반.
- 신곡 3곡과 커버곡 1곡, 싱글에서 1곡으로 모두 5곡으로 구성되어있다.
- ‘CD+DVD반’과 ‘CD ONLY반’의 두 가지 형태로 발매됐다.
- 일부의 곡은 댄스 담당인 3명도 부르고 있다.

## 수록곡

### CD
1. 여행의 노래(タビダチノウタ) [4:56]
  - 작사 · 작곡: 이지치 히로마사 / 편곡: ats-
2. We are 멧challenger(We are めっchallenger) [4:57]
  - 작사 · 작곡: 나카니시 케이조 / 편곡: 코니시 타카오
3. 해바라기(ひまわり) [4:49]
  - 작사: 이시하라 아야 / 작곡: 츠카다 료헤이 / 편곡: 와타나베 토루

NHK 교육방송 천재 텔레비전 군 MAX에서 〈뮤직 텔레비전 군〉에서 2008년에 발표된 곡의 커버. 9
4. 감사의 계절(アリガトウの季節) [5:40]
  - 작사: leonn / 작곡: 츠카다 료헤이 / 편곡: 코마츠바라 아츠코
5. I don't obey~우리의 프라이드~(I don't obey〜僕らのプライド〜) [4:36]
  - 작사 · 작곡 · 편곡: m.c.A・T

첫 번째 싱글.

### DVD
1. 여행의 노래 (뮤직비디오)
2. 여행의 노래 (안무 영상)
3. I don't obey~우리의 프라이드~ (안무 영상)